# اعتلال تاكوتسوبو القلبي
اعتلال تاكوتسوبو القلبي هو نوعٌ غير ناقص التروية من اعتلال عضلة القلب، يحدثُ فيه ضعفٌ مفاجئٌ مؤقت في عضلة القلب. قد ينتج هذا الضعف عن ضغطٍ عاطفي مثل وفاة شخص عزيز أو رفض من الشريك أو قلقٍ مستمر، لذلك قد يُسمى المرض متلازمة القلب المكسور. قد يكون الضغط جسميًا بسبب نزيفٍ أو إنتانٍ أو ربو أو ورم القواتم. وُثقت بعض الحالات بأنَّ هذا الاعتلال قد يحصل دون وجود أي ضغط.

## العلامات والأعراض
العرض الكلاسيكي هو حدوث قصور القلب الاحتقاني فجأة مُصاحباً بتغييرات في رسم القلب مما يجعله شبيه لاحتشاء عضلة القلب في الجدار السفلي.
ويكون العرض الرئيسي لأي شخص يصاب باعتلال عضلة القلب الإجهادي هو بداية مفاجئة لقصور القلب مترافق مع تغيرات في تخطيط كهربية القلب يوحي باحتشاء جدار عضلة القلب الداخلي. خلال عملية الكشف على المريض فإنه يلاحظ نتوء قمة البطين الأيسر مع تقلص قاعدته. هذا النتوء لقمة بطين القلب مع تقلص القاعدة اكسبه هذا الاسم تاكو-تسوبو (Takotsubo) أو جرة الأخطبوط في اللغة اليابانية حيث تم تشخيص المرض أول مرة. يبدو أن السبب يشمل ارتفاع مستويات كاتيكولامين (catecholamines) في الدم ( بالأخص الادرينالين). لفحص الأشخاص المصابون باعتلال القلب الإجهادي يتطلب عادةً تصوير للأوعية الدموية والذي يظهر عدم وجود انسداد واضح يؤدي لقصور البطين الأيسر. كما اثبت ان الأشخاص الذين ينجون من الاعراض الاولية، فان عمل البطين الأيسر يتحسن خلال شهرين. عادةً اعتلال عضلة القلب الإجهادي أكثر شيوعاً في النساء بعد سن اليأس. كما يكون الشخص المصاب قد مر بضغوط نفسية وجسدية مؤخراً.

## عوامل الخطورة
على الرغم من توثيق حالات اعتلال تاكوتسوبو القلبي دون وجود شدة محرضة، من المعروف على نطاق واسع أن الحالة تُسبق بحدث عصيب. أبلغت تقارير الحالات التي درست مجموعات كبيرة من المرضى أن بعض المرضى أصيبوا بالحالة بعد حدث عاطفي راضّ. بعض المرضى لديهم عامل مجهد سابق (أذية دماغية، نوبة ربو، تفاقم مرض مزمن) وأشارت الأبحاث إلى أن هذا النوع من المحرضات ربما يحدث بصورة أشيع من الحوادث العاطفية المحرضة. واحد من كل ثلاثة مرضى تقريبًا لم يتعرض لحدث مجهد قبل الإصابة. وجدت دراسة سلسلة تقارير الحالة في أوروبا عام 2009 أن اعتلال تاكوتسوبو القلبي أكثر تواترًا بعض الشيء خلال الشتاء. يمكن أن يرتبط ذلك بسببين إمراضيين محتملين/مشتبهين: تشنج الأوعية الدقيقة الإكليلية، فهو أكثر حدوثًا في الطقس البارد، والعدوى الفيروسية – مثل الإصابة ببارفو فيروس بي 19- التي تحدث بشكل أكبر في الشتاء.

### الجنس
النساء، وخاصة في سن الضهي، أكثر عرضة للإصابة باعتلال تاكوتسوبو القلبي. ما جعل الباحثين يعتقدون أن الإستروجين ذو دور وقائي محتمل يمنع حدوث المرض.

### عوامل الخطر الوراثية
يجري حاليًا التحقق من دور بعض السمات الوراثية المتعلقة بمستقبلات الكاتيكوكلامينات في خلايا العضلة القلبية في تطور اعتلال تاكوتسوبو القلبي. توجد أدلة محدودة تربط مباشرة بين المرض ووجود كبح وراثي محدد أو طفرات، ولكن تُعتنق حاليًا على نطاق واسع فرضية تدعم فكرة وجود تفاعل بين العوامل البيئية والاستعداد الوراثي الذي يزيد قابلية حدوث تغيرات عضلية قلبية تقود إلى الإمراضية المساهمة في اعتلال تاكوتسوبو القلبي.

### سوء الانتظام الهرموني
حُدد دور بعض الأمراض الغدية الصماوية مثل ورم القواتم وفرط الدرق بوصفها عوامل خطر محتملة في اعتلال تاكوتسوبو القلبي. تتميز العلاقة بين الوظيفة الدرقية والاعتلال القلبي الإجهادي بنمط ظاهري مزدوج، إذ تشيع ظاهرتان: فرط الدرق الوشيك وارتفاع نقطة ضبط الاستتباب الدرقي (التي ترمّز الحِمل الإجهادي من النمط 2). وجدت دراسة رصدية متعددة المراكز أن وجود وظيفة درقية سوية هو الاستثناء وليس القاعدة في اعتلال تاكوتسوبو القلبي. فرط الدرق خصوصًا كثير المشاهدة في اعتلال تاكوتسوبو القلبي ويبدو أنه يترافق بإنذار سيئ فيما يتعلق بالمضاعفات والوفيات.

## العلامات والأعراض
العرض النموذجي في اعتلال تاكوتسوبو القلبي ألم في الصدر مع أو دون ضيق في النفس وما يرتبط به من تغيرات في تخطيط القلب التي تحاكي الاحتشاء القلبي في الجدار الأمامي. في أثناء تقييم المريض، يلاحظ انتفاخ في قمة البطين الأيسر وتكون قاعدته مفرطة التقبض. السمة المميزة انتفاخ تدريجي في قمة القلب يترافق بوظيفة قاعدية محفوظة ومن هنا جاء اسم الحالة تاكوتسوبو «فخ الأخطبوط»، في اليابان، حيث وصفت أول مرة.
الإجهاد هو العامل الرئيسي في اعتلال تاكوتسوبو القلبي، وأكثر من 85% من الحالات بدأت بعد حدث راضّ بدنيًا أو عاطفيًا سبق الأعراض. من الأمثلة على الضغوطات العاطفية الحزن على وفاة أحد الأحبة، والخوف من التحدث أمام الجمهور، والجدال مع الشريك، والخلافات في العلاقات، والخيانة، والمشاكل المالية. الربو الحاد والجراحة والعلاج الكيميائي والسكتة الدماغية أمثلة على الضغوطات البدنية. في حالات قليلة، يكون الحدث المسبب سعيدًا، مثل حفل زفاف، الفوز بالجائزة الكبرى، انتصار رياضي، عيد ميلاد.

## الفيزيولوجيا المرضية
سبب اعتلال تاكوتسوبو القلبي غير مفهوم تمامًا، ولكن اقتُرحت آليات متعددة. من الموثق جيدًا أن مستويات الكاتيكولامين المرتفعة متورطة في الغالبية العظمى من الحالات. تشير النظريات إلى وجود صلة بين تفعيل الدماغ للمواد الكيميائية الحيوية المرتبطة بالإجهاد وتأثيرات هذه المواد على مناطق في القلب. وبشكل أكثر تحديدًا، لوحظ التحفيز الكظري من قبل الجهاز العصبي الودي في حالات تتراوح بين الاضطرابات الجسدية مثل السكتة الدماغية، والأحداث العاطفية مثل الاكتئاب أو فقدان أحد الأحبة. لا يُفهم تمامًا كيف تؤثر مستويات الكاتيكولامينات المرتفعة في الجسم لإحداث التغيرات المشاهدة في اعتلال تاكوتسوبو القلبي. تدعم الأبحاث التفسير المُعتنق على نطاق واسع بأن الخلل الوظيفي في الأوعية الدقيقة والتقبض الوعائي الإكليلي الناتج عن التدفق السريع للكاتيكولامينات إلى خلايا العضلة القلبية يؤديان إلى توقف الانقباض القمي واعتلال العضلة القلبية العابر.

## التسمية
اعتلال تاكوتسوبو القلبي (بالإنجليزية: Takotsubo cardiomyopathy) ويُسمى أيضًا متلازمة تاكوتسوبو أو اعتلال عضلة القلب الإجهادي.

## معرض صور

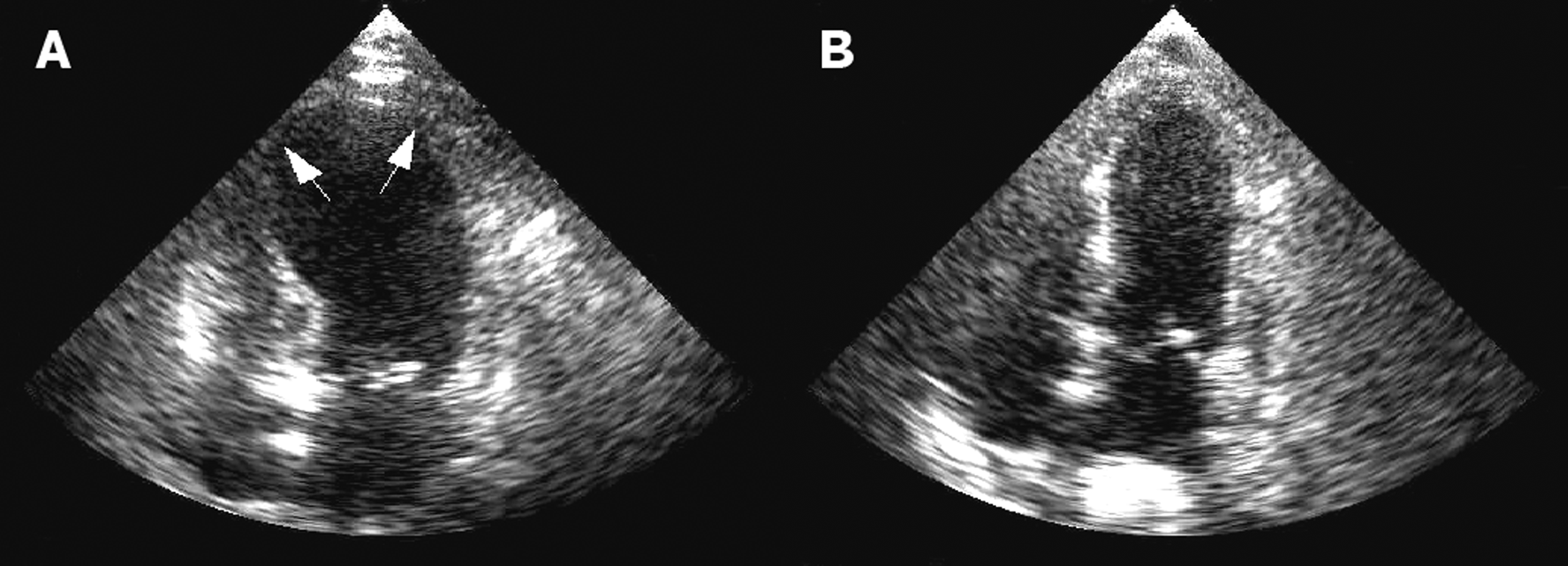
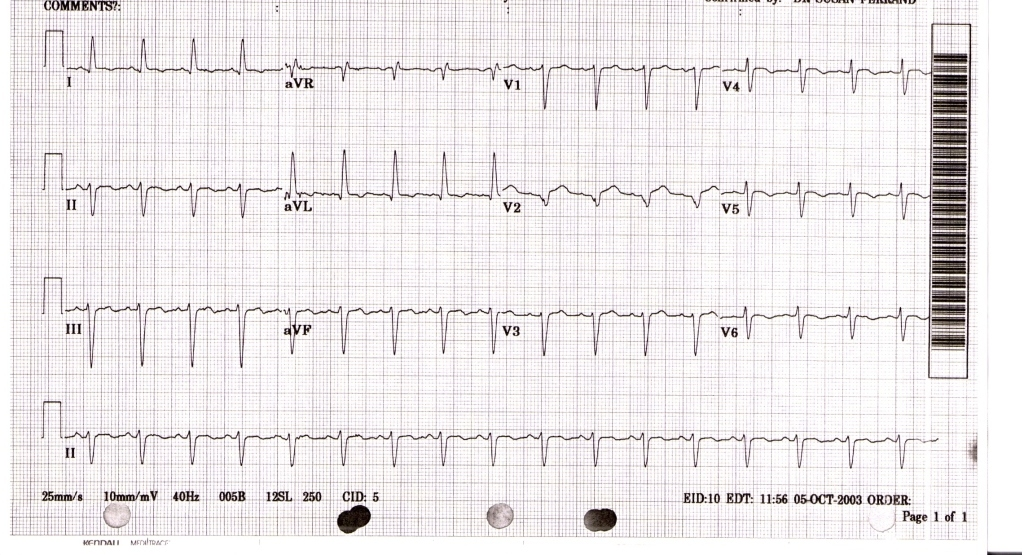
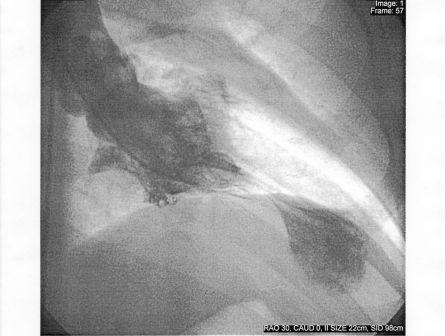
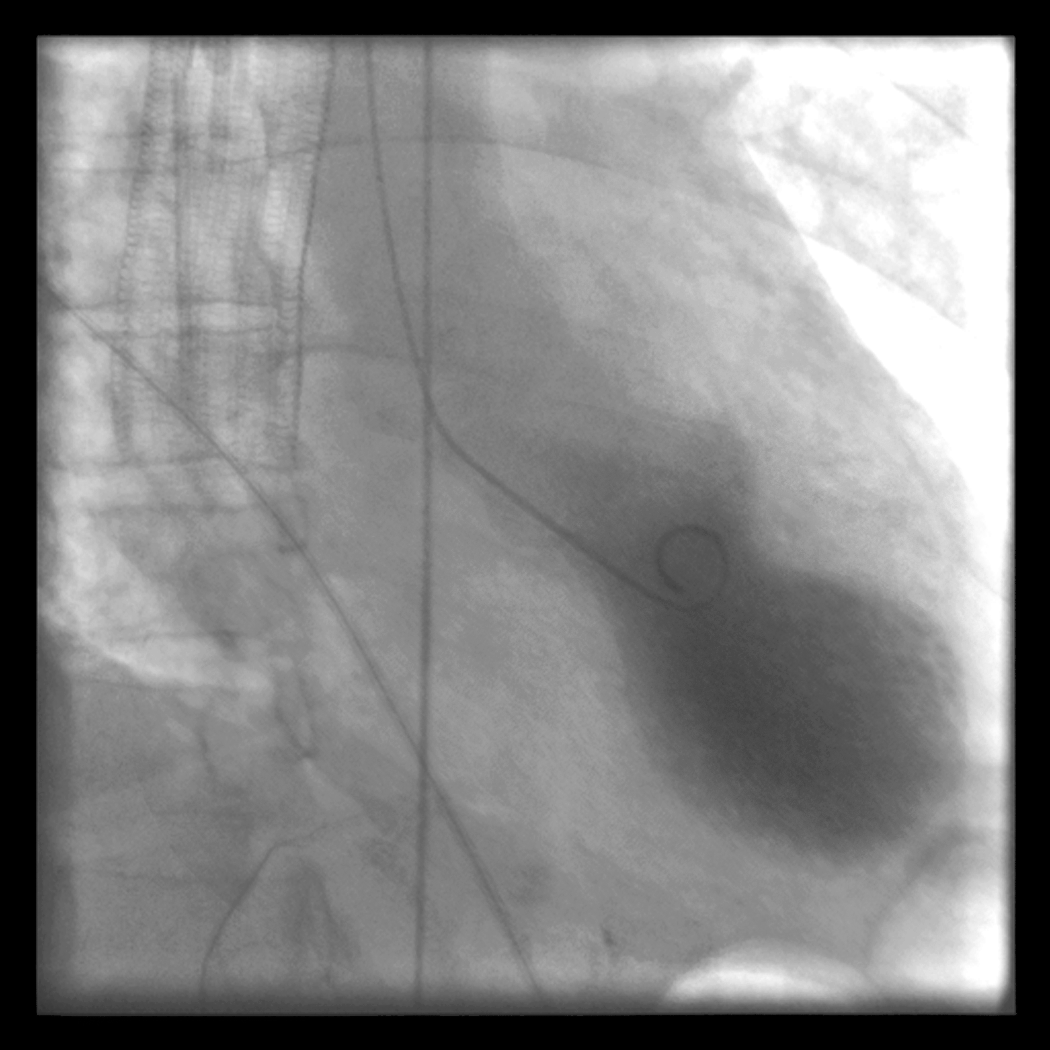